# Слободан Рељић
Слободан Рељић (Теслић, 1954) српски је социолог и новинар и универзитетски предавач. Рељић предаје на Учитељском факултету у Београду, на предмету Социологија образовања и социологија породице.

## Биографија
Дипломирао је журналистику на Факултету политичких наука у Београду 1978. године, магистрирао на Одељењу за социологију Филозофског факултета у Источном Сарајеву (2010) са темом Четврти стуб демократије — политиколошко-социолошки аспект. Ради на Учитељском факултету од 2014. године. Докторирао је на Филозофском факултету у Београду (2013).
Био је главни уредник недељника НИН током периода између 2002. и 2009. године. Учествовао је на стручним и научним скуповима о улози медија у савременом друштву и објавио више прилога у тематским зборницима о међународним медијима. Завршио је специјалистички курс Медији и демократија, на америчком Дјук универзитету, Дарам, Северна Каролина (2000). Године 2010. одбранио је докторску дисертацију под насловом Промена карактера медија у савременом капитализму: узроци, актери и последице. Објавио је неколико књига: Одумирање слободних медија, Криза медија и медија кризе, Буквар медијске писмености - како проживети живот у доба екраноида и Медији и Трећи свети рат — сматрајте се мобилисаним.
Публиковао је око тридесет прилога у научним часописима и тематским зборницима о кризи савремених демократских процеса, улози медија, улози интелектуалца, о образовним процесима, цивилном друштву, из социологије религије.

## Одабрана дела
- Одумирање слободних медија
- Криза медија и медија кризе
- Медији и Трећи свети рат — сматрајте се мобилисаним
- Воља за лаж[4]
- После изгубљених илузија, 2023.[5]